# Stadttheater Lindau

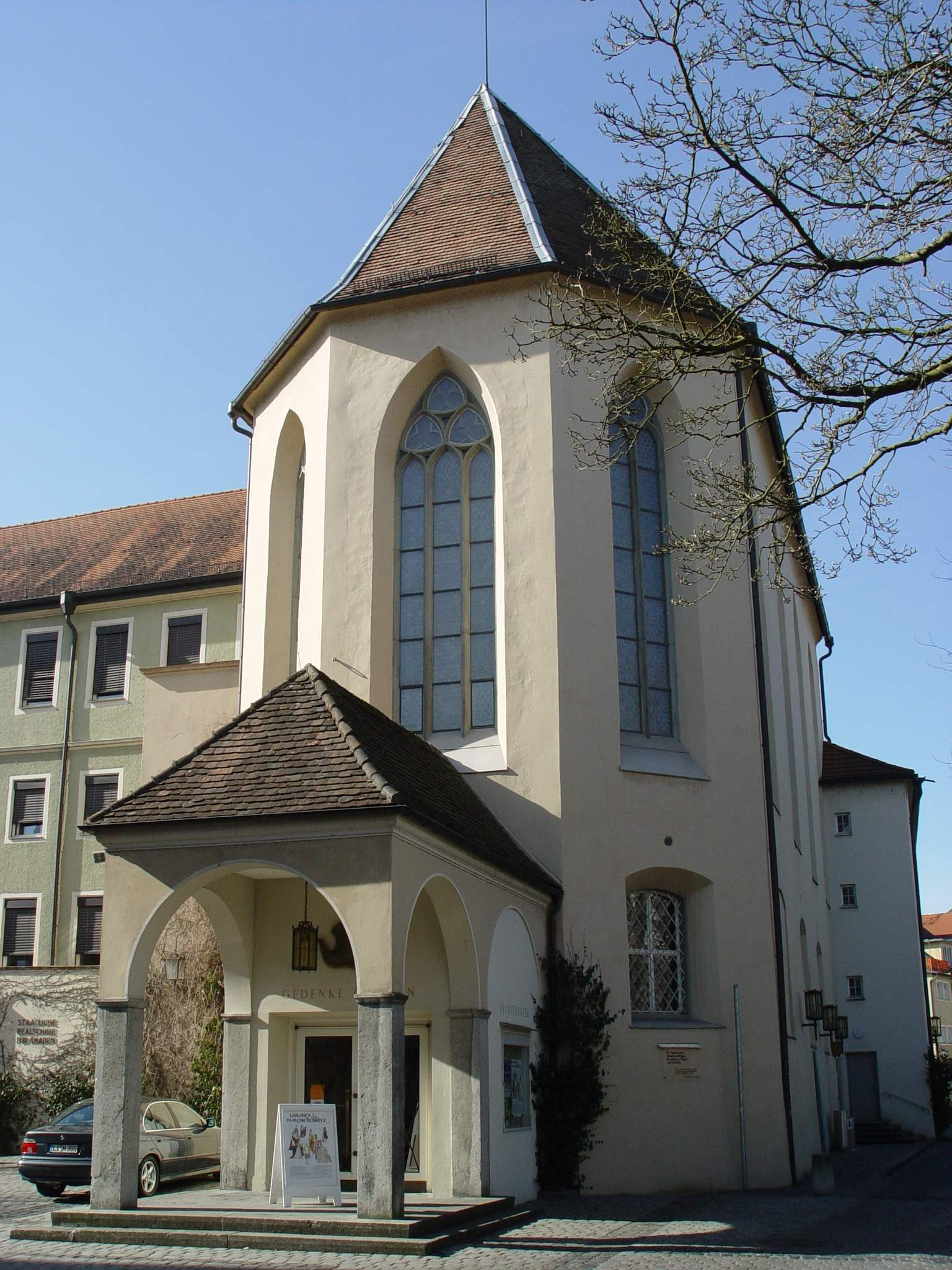
Stadttheater Lindau, Außenansicht mit Eingang

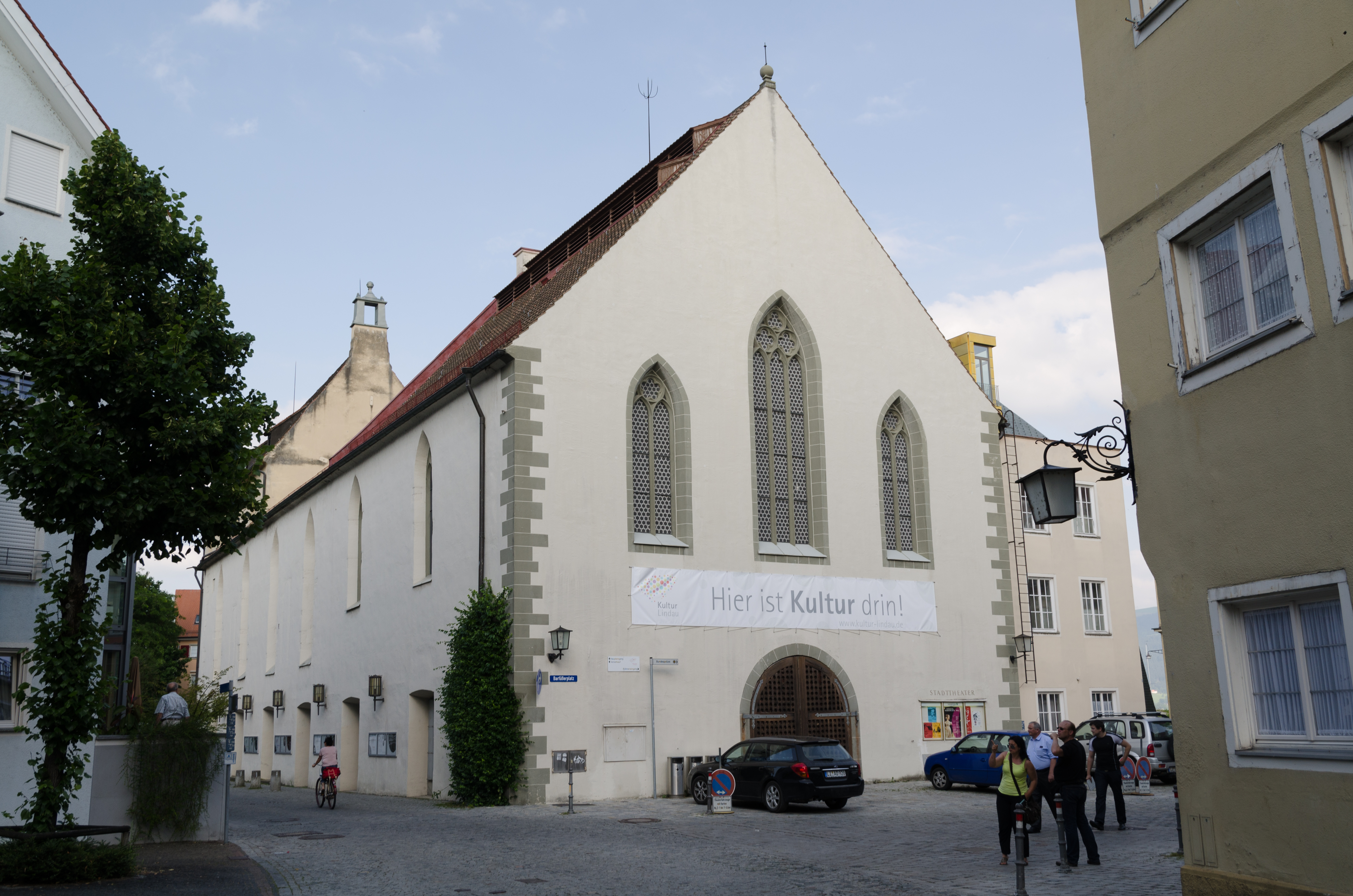
Stadttheater Lindau, Ansicht vom Barfüßerplatz

Das Stadttheater Lindau ist das städtische Theater von Lindau im Bodensee.
Das 1951 eröffnete Haus bietet Schauspielaufführungen, Opern- und Ballettproduktionen verschiedener Bühnen des deutschsprachigen Raums, eine internationale Konzertreihe mit Kammerkonzerten sowie Kabarett und Kleinkunst. Im Stadttheater Lindau befindet sich auch die Lindauer Marionettenoper. Das Haus verfügt über rund 700 Sitzplätze (Parkett und zwei Ränge) und einen Orchestergraben.

## Vorgänger des Theaters

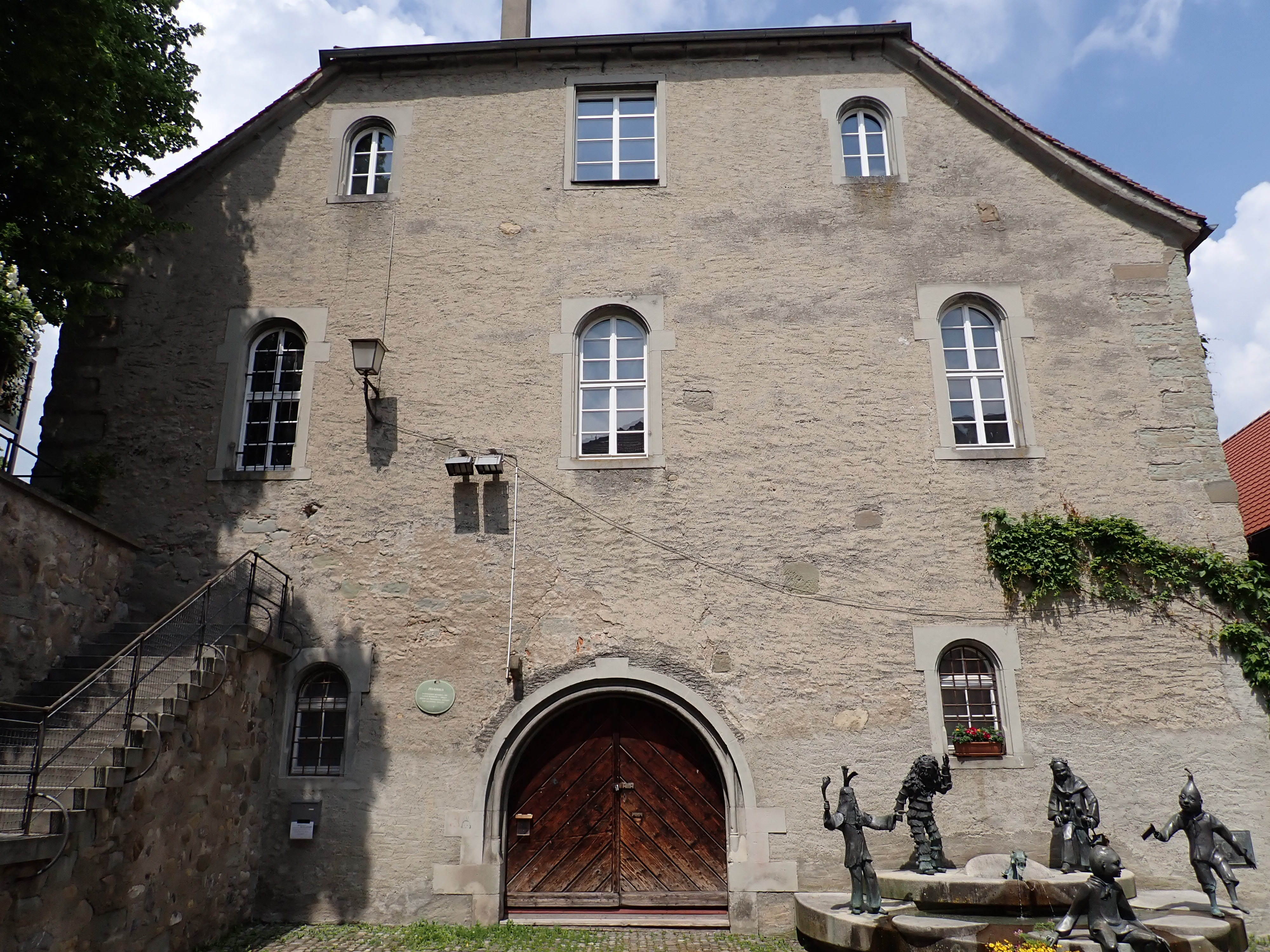
Ehemals kaiserliches Zeughaus Lindau

Bereits im Jahre 1651 gibt es eine erste Erwähnung von Theaterspiel im Zeughaus. Das Zeughaus hat Kaiser Maximilian I. von 1508 bis 1526 erbauen lassen. Regelmäßig wurde dort von 1779 an durch Laienschauspieler aus allen Bevölkerungskreisen Theater gespielt. 1779 erließ die Stadt eine neue Komödienordnung, im gleichen Jahr wurden auch die Statuten der bürgerlichen Schauspielgesellschaft niedergeschrieben. Von da an hatten
auf jeden Fall die einheimischen Liebhabergesellschaften
das Sagen. So wurde 1801 die „Dramaturgische Liebhabergesellschaft“ zur Förderung von Theateraufführungen gegründet.
Den Theaterraum im Zeughaus ließ man durch den einheimischen Architekten Georg Friedrich Kinkelin herrichten. Es war eine richtige Theatereinrichtung und insgesamt 17 Logen vorhanden.
Dort wurden in den nächsten Jahrzehnten meistens neueste Gesellschaftskomödien
gezeigt. Besonders beliebt waren Stücke des Dichters August von
Kotzebue. Die Spielstätte im Zeughaus wurde aus polizeilichen Gründen 1881 geschlossen.

## Architektonische Geschichte des Theaters

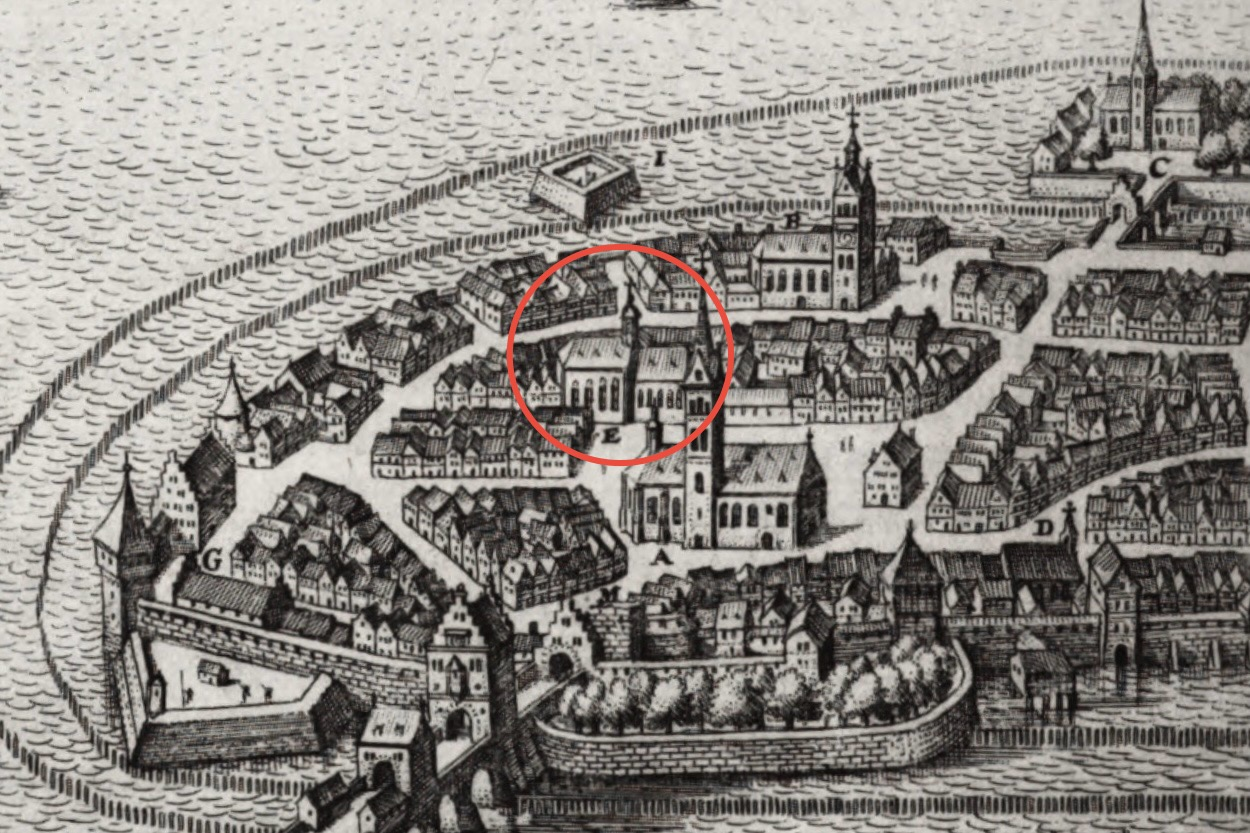
Kupferstich (1643) der Reichsstadt Lindau von Matthäus Merian (1593-1650) aus der Topographia Sveviae. Ausschnitt mit der Barfüßerkirche

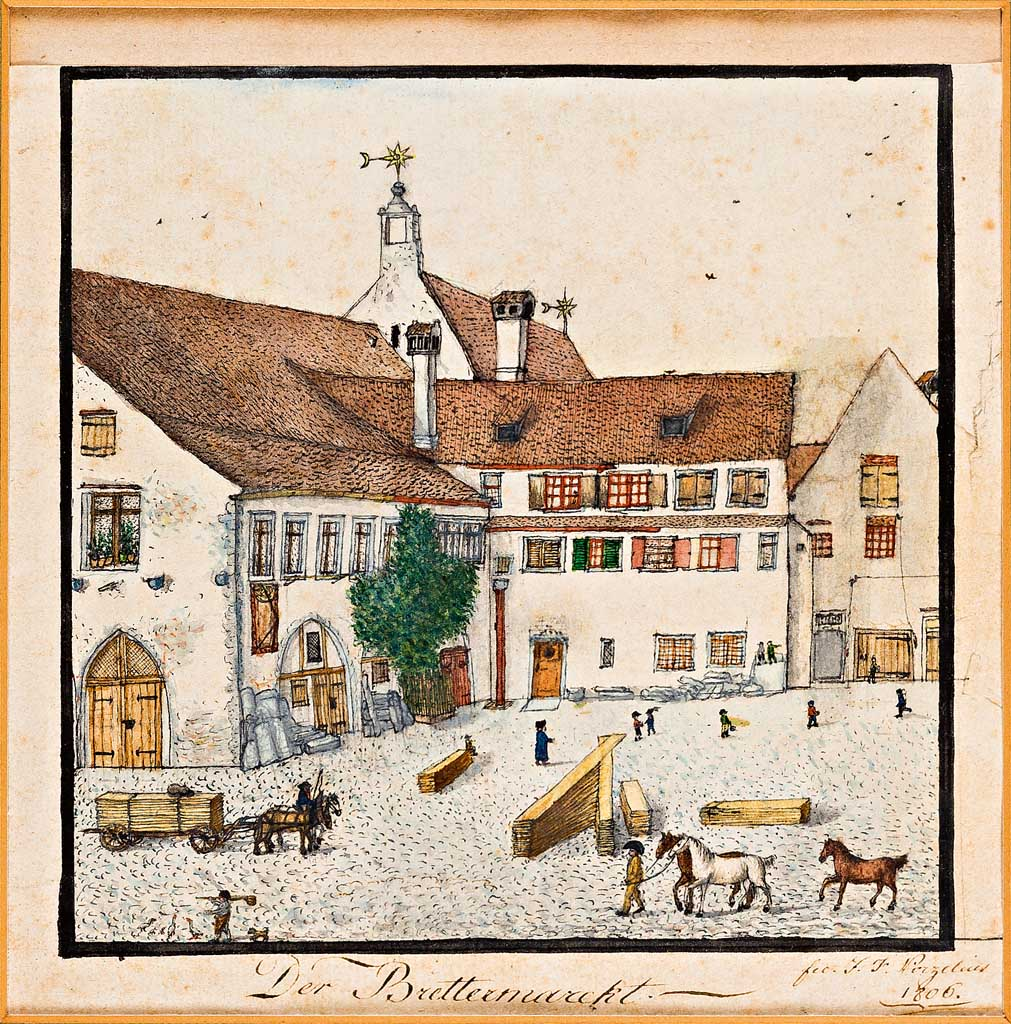
Lindau Brettermarkt 1806, ehemaliges Barfüßer-Kloster

Das Lindauer Stadttheater ist in einer ehemaligen Klosterkirche
untergebracht. Im 13. Jahrhundert kamen Barfüßermönche nach Lindau und gründeten eines der ersten Klöster des Franziskanerordens nördlich der Alpen. 1241 wurde das Kloster durch Bischof Heinrich von Konstanz bestätigt. Ende des 13. Jahrhunderts wurde das westlich gelegene Kirchenschiff zu einer geräumigen dreischiffigen Hallenkirche erweitert und 1380 der Chor in spätgotischer Form vollendet. Die Kirche erhielt wertvollen Freskenschmuck, bis heute hat sich an der Südwand der heutigen Bühne das Fresko des Jüngsten Gerichts von 1516 von Mathis Miller erhalten. Im Zuge der Reformation wurde das Kloster 1528 aufgelöst und das Gebäude fiel in den Besitz der Stadt.
Der Kirchenraum wurde teilweise als Salzstadel genutzt. 1658 wurde die Barfüßerkirche zur evangelischen Dreifaltigkeitskirche. 1747/49 erfolgte die Trennung des Chores vom Kirchenschiff. Im Chor wurde eine Decke eingezogen. Im Erdgeschoss war die Reichsstädtische Bibliothek untergebracht. Die Dreifaltigkeitskirche wurde 1798 geschlossen und der Kirchenraum diente fortan als Kaserne, Militär- und Feuerwehrmagazin sowie als Turnhalle.

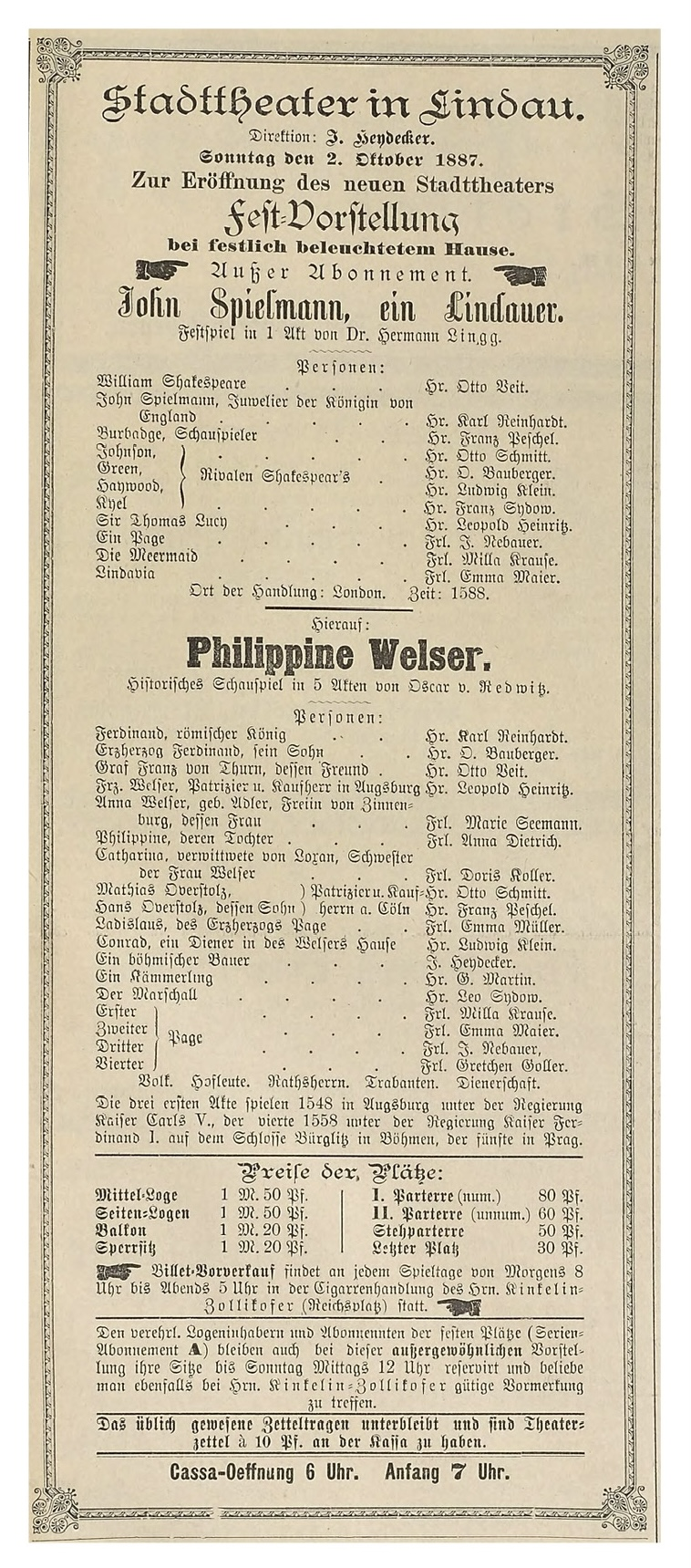
Erste Vorstellung Stadttheater Lindau am 2. Oktober 1887

Ab 1868 wurde der Bau kulturell genutzt. Im oberen Chorraum entstand der Konzertsaal, und 1886/87 wurde ein Theatersaal in der Barfüßerkirche durch den Architekten Wimmer aus München errichtet, der am 22. Mai 1887 eröffnet wurde.
Die erste Vorstellung war am Sonntag, 2. Oktober 1887 mit den Stücken:
- John Spielmann, ein Lindauer.[5] Festspiel in 1 Akt von Dr. Hermann von Lingg, Ehrenbürger der Stadt Lindau[6]
- Philippine Welser[7][8]. Historisches Schauspiel in 5 Akten von Oscar v. Redwitz.[9]

### Der Umbau zum Stadttheater 1950/51
In den Jahren 1950 und 1951 wurde das Theater durch den Architekten Robert Braun umgebaut. Im Stil der 1950er Jahre wurde der große Zuschauersaal mit 800 Plätzen neu gestaltet. Die große ovale Decke gestaltete der Bildhauer Mezger mit einem Relief: die Muse Thalia auf dem Pegasus reitend. An die Südwand der ehemaligen Barfüßerkirche wurde das neue Bühnenhaus gebaut. Im Bühnenhaus wurden 1953 in Höhe des ersten und zweiten Ranges die zwei Foyers fertiggestellt, die auch heute als Pausenfoyers dienen und deren Einrichtung der 1950er Jahre vollständig erhalten blieb. Während die Außenfassade, der Eingangsbereich und der im ehemaligen Chor eingerichtete Konzertsaal (heute Sitz der Lindauer Marionettenoper) den einstigen Kirchenraum noch erkennen lassen, gelten Theatersaal und Foyers – konsequent im Stil der 1950er Jahre gestaltet – als erstes denkmalgeschütztes Theater Deutschlands nach dem Zweiten Weltkrieg.
Im Bühnenraum erinnern noch Wandmalereien aus dem Jahr 1516 mit einer Darstellung des Jüngsten Gerichts an die ehemalige Nutzung dieses Raums als Klosterkirche.

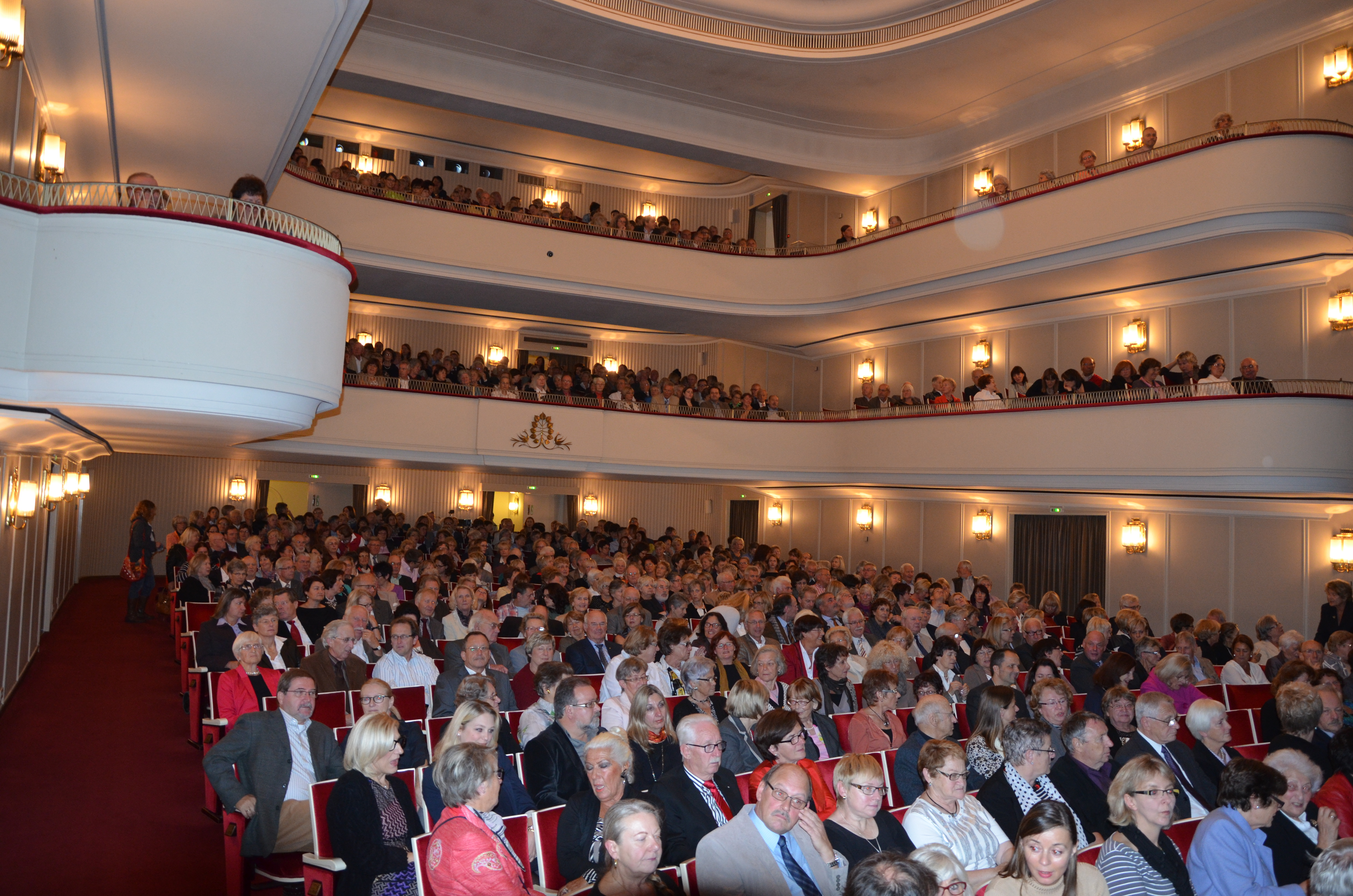
Saal des Stadttheaters Lindau

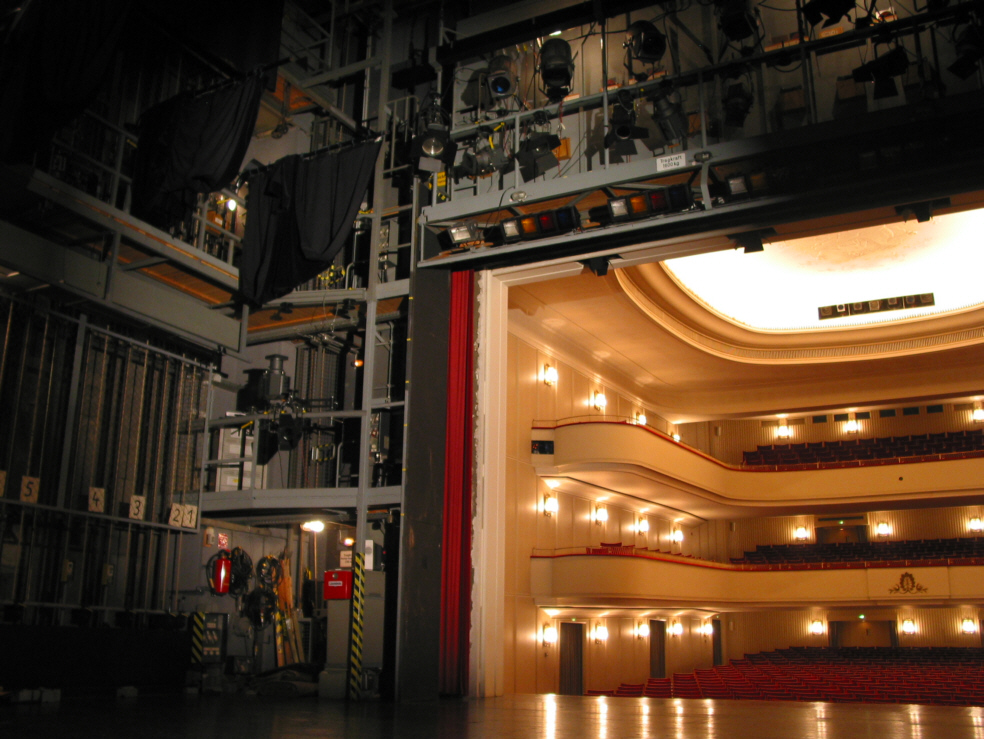
Hinterbühne mit Blick in den Saal

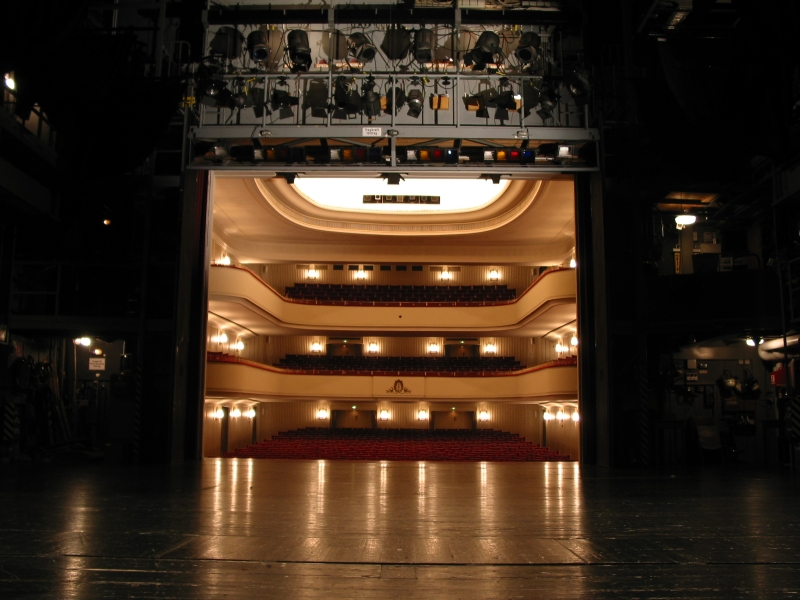
Hinterbühne mit Blick in den Saal

Am 19. Mai 1951 wurde das Stadttheater mit Mozarts Hochzeit des Figaro in einer Aufführung der Bayerischen Staatsoper feierlich eröffnet.

### Renovierung 1986
Der Zuschauerraum mit Parkett und 2 Rängen zählt seitdem insgesamt 688 Plätze. Von allen Plätzen aus hat man seit 1986 eine gute Sicht, denn bei dieser Renovierung wurden in den letzten Parkettreihen und Rängen Stufen eingebaut. Durch einen Aufzug in die Ränge ist das Gebäude barrierefrei.
Seit der Spielzeit 2011/12 bis heute hat das Theater nach eigenen Angaben einen Abonnentenzuwachs von 60 Prozent zu verzeichnen.

## Leitung
Mit der Eröffnung am 2. Oktober 1887 übernahm Julius Heydecker aus Tübingen die Theaterdirektion.
Intendanten:
- Seit 2011/12: Alexander Warmbrunn[14]

Betriebsdirektion:
- Seit 2012/13: Rebecca Scheiner[15]

## Programmangebot

### Schauspieler und Ensembles
Unter den Schauspielern, die in Lindau gastiert haben, sind: Josef Meinrad, Bernhard Minetti, Elisabeth Flickenschildt, Maria Becker, Gert Westphal, Martin Benrath, Christiane Hörbiger, Heribert Sasse, Senta Berger, Iris Berben, Suzanne von Borsody, Friederike Pöhlmann-Grießinger, Roland Eugen Beiküfner. Seit der Saison 2011/12 gastierten auch wieder viele Theater aus ganz Deutschland in Lindau, darunter das Berliner Ensemble, das Deutsche Theater Berlin, das Burgtheater, das Thalia Theater Hamburg, die Theatergruppe Kunst und Drama, oder auch das Staatstheater Karlsruhe, die Bayerische Staatsoper und die benachbarten Stadttheater Ulm und Konstanz.

### Nachwuchsförderung
Seit 2011 fördert das Haus vermehrt junge Künstler, sowie in seinen kammermusikalischen Reihe als auch in Meisterkursen für Sänger mit Dorothea Wirtz, Gerd Uecker, Marcus Bosch u. a. Seit 2011 findet in Zusammenarbeit mit der Schlossoper Haldenstein (Schweiz) regelmäßig Opernprojekte mit jungen Sängern in Lindau im Sommer statt.

### (Kammer-)Musikreihe
Seit 2011/12 wird die Kammermusikreihe in enger Zusammenarbeit mit Andreas Fleck und dem Festival in Boswil (Schweiz) geprägt. Regelmäßig gastieren neben dem Casal-Quartett und dem Charts Kammerorchester Künstler wie: Maximilian Hornung, Veronika Eberle, Quartor Ebene, Emma Kirkby, Dorothee Mields und Christoph Prégardien in Lindau. Während des Konzertes für die Nobelpreisträger-Tagungen gastiert jährlich eine Abordnung die Wiener Philharmoniker im Theater.

### Crossover-Projekte und Eigenproduktionen
2011 war das Haus Gastgeber des Improvisationsfestivals „Improfessional“ der Internationalen Bodenseekonferenz. Zur Spielzeit 2013 lief im Theater Lindau erstmals mit „Die Marquise von O.“ eine Eigenproduktion unter der Regie von Silvia Armbruster. Im Sommer 2014 entwickelten die beiden Künstler Igudesman & Joo ihr Programm „The League“ im Stadttheater Lindau.

### Tagungen und Kongresse
Seit 1951 ist das Haus regelmäßig Heimstatt für das Lindauer Nobelpreisträgertreffen und die Lindauer Psychotherapiewochen.

## Lindauer Marionettenoper
Seit dem Jahr 2000 befindet sich im ehemaligen Konzertsaal (oberes Stockwerk im Chor der ehemaligen Barfüßerkirche) die Marionettenoper Lindau.
Die Lindauer Marionettenoper wurde im Jahr 2000 von Bernhard Leismüller gegründet. Etwa 500 Marionetten hat Bernhard Leismüller inzwischen gebaut. Über 200.000 Zuschauer waren seither zu Gast. Das Ensemble zählt mittlerweile 14 Puppenspieler. Insgesamt arbeiten mehr als 20 Leute für die Marionettenoper. Es gibt den Förderverein „Freunde der Lindauer Marionettenoper“.
Spielte die Lindauer Marionettenoper anfänglich noch mit einem Provisorium, so ist sie heute [2025] stolze Besitzerin einer fest eingebauten Bühne im Stadttheater Lindau. Seit 2010 verfügt die Marionettenoper über eine mobile Bühne und kann damit auch Gastspiele anbieten. Die Besucherzahlen sind von Jahr zu Jahr kontinuierlich gestiegen. Anfänglich spielte die Marionettenoper manchmal vor weniger als 10 Besuchern. Heute [2025] liegt die Auslastung bei 96 Prozent, Tendenz: weiter steigend. Besuchten zu Beginn nur Zuschauer aus der Region die Vorstellungen, so reisen heute nicht wenige mehrere 100 km an, um eine der Aufführungen zu erleben.